# Vaubadon
Vaubadon (Ausspracheⓘ) ist eine Ortschaft und eine ehemalige französische Gemeinde mit 417 Einwohnern (Stand: 1. Januar 2022) im Département Calvados in der Region Normandie. Sie gehörte zum Arrondissement Bayeux und zum Kanton Trévières.
Mit Wirkung vom 1. Januar 2016 wurden die früheren Gemeinden Balleroy und Vaubadon zu einer Commune nouvelle mit dem Namen Balleroy-sur-Drôme zusammengelegt und haben in der neuen Gemeinde den Status einer Commune déléguée. Der Verwaltungssitz befindet sich im Ort Balleroy.

## Geografie
Vaubadon befindet sich östlich des Naturschutzgebietes Wald von Cerisy. Bayeux liegt rund 13 km nordöstlich, Saint-Lô im Département Manche etwa 21 km südwestlich entfernt. Caen ist gut 37 km östlich gelegen. Die Ostgrenze Vaubadons bildet die Drôme, im Westen entspringt die Tortonne.

## Bevölkerungsentwicklung
| Jahr                             | 1793 | 1836 | 1876 | 1926 | 1946 | 1968 | 1990 | 2013 |
| Einwohner                        | 540  | 756  | 572  | 410  | 421  | 390  | 337  | 438  |
| Quelle: Cassini, EHESS und INSEE |      |      |      |      |      |      |      |      |

## Sehenswürdigkeiten
- Kirche Sainte-Anne; ein Altar, ein Tabernakel, ein Altarretabel, ein Lambris und eine Malerei sind seit 1974 als Monument historique klassifiziert[3][4][5][6][7]
- Schloss Vaubadon von 1779, seit 2012 Monument historique.[8] Seit 1869 im Besitz der Prinzen de Broglie.
- Brücke über die Drôme, seit 1990 Monument historique[9]